# شمندر سكري معدل وراثيا
بنجر السكر المعدل وراثيا ويُعرفَ أيضًا بالشمندر السكري المعدل وراثيًا هو بنجر سكري تم هندسته وراثيا عن طريق التعديل المباشر لجينومه باستخدام التكنولوجيا الحيوية. يستفيد بنجر السكر المُسوق تجاريًا من تعديل مقاومة الغليفوسات الذي طورته شركة مونسانتو وكي دبليو إس سيت. تم تطوير هذا البنجر المقاوم للجليفوسات، والذي يُطلق عليه أكثر بنجر السكر المعدل وراثيًا، بحلول عام 2000، ولكن لم يتم تسويقه حتى عام 2007.  بالنسبة للتجارة الدولية، يكون الحد الأقصى لبقايا الجلايفوسات في بنجر السكر هو 15 ملغم / كغم عند الحصاد.  اعتبارًا من عام 2016، يُزرع بنجر السكر المعدّل وراثيًا في الولايات المتحدة وكندا. في الولايات المتحدة، يلعبون دورًا مهمًا في إنتاج السكر المحلي. خلصت الدراسات إلى أن السكر من بنجر السكر المقاوم للجليفوسات مطابق جزيئيًا لذلك له نفس القيمة الغذائية مثل السكر من بنجر السكر التقليدي (غير المعدّل وراثيًا). 
تستورد الولايات المتحدة 30٪ من سكرها، بينما يتم استخراج الـ 70٪ المتبقية من بنجر السكر وقصب السكر المزروع محليًا. يُزرع أكثر من مليون فدان من بنجر السكر سنويًا في الولايات المتحدة، بقيمة سوقية عند الحصاد تتجاوز مليار دولار.  يزرع بنجر السكر المعدل وراثيًا أكثر من 95 في المائة من مزارعي بنجر السكر في البلاد.  من محاصيل السكر المزروعة محليًا، أكثر من نصف السكر المستخرج مشتق من بنجر السكر، والباقي من قصب السكر.
يقلل رش الغليفوسات على حقول البنجر المعدلة وراثيًا بشكل كبير من نمو الحشائش، وبالتالي قلل من الطلب على العمال المهاجرين، الذين تم توظيفهم تاريخياً كعمال موسميين لسحب الأعشاب الضارة في مزارع بنجر السكر التقليدية في الولايات المتحدة.  وفقًا لشركة مونسانتو، تم زراعة أكثر من 37000 فدان من بنجر السكر المعدل وراثيًا في كندا.

## التاريخ
تم تطوير بنجر السكر المقاوم للغليفوسات في البداية بواسطة شركة مونسانتو وكي دبليو إس سات قبل عام 2000. أثارت شركات الأغذية مخاوف بشأن استجابة المستهلكين للسكر من مصادر معدلة وراثيًا، ونتيجة لذلك اختارت شركات البذور عدم متابعة تسويقها في ذلك الوقت. في عام 2005، قامت إدارة فحص صحة النبات والحيوان التابع لوزارة الزراعة الأمريكية بإلغاء تنظيم بنجر السكر المقاوم للجليفوسات بعد أن أجرت تقييمًا بيئيًا، وكان من غير المرجح أن تصبح بنجر السكر المقاوم للغليفوسات آفة نباتية. تمت الموافقة على السكر من بنجر السكر المقاوم للغليفوسات للاستهلاك البشري والحيواني في العديد من البلدان، ولكن تمت الموافقة على الإنتاج التجاري للبنجر المعدني الحيوي فقط في الولايات المتحدة وكندا.
في عام 2007، تم تسويق بنجر السكر المعدل وراثيًا وبيع البذور المعدلة وراثيًا في الولايات المتحدة.  في عام 2008/2009، كان 60٪ من بنجر السكر المزروع في الولايات المتحدة معدلاً وراثيًا. بحلول عام 2009/2010، ارتفعت نسبة البنجر المعدل وراثيًا إلى 95٪.
في أغسطس 2010، تم تعليق الزراعة التجارية لبنجر السكر المعدل وراثيًا بعد دعوى قضائية وإلغاء محكمة المقاطعة الأمريكية لموافقتها. في فبراير 2011، سمحت وزارة الزراعة الأمريكية (USDA-APHIS) بزراعة بنجر السكر المعدل وراثيًا وفقًا لمجموعة من متطلبات المراقبة والتعامل. في يوليو 2012، بعد الانتهاء من تقييم الأثر البيئي وتقييم مخاطر الآفات النباتية، قامت وزارة الزراعة الأمريكية بإلغاء قيود بنجر السكر الجاهز لشركة مونسانتو. في عام 2015، تحولت شركة هيرشي، التي كانت من الناحية التاريخية مشترًا رئيسيًا لسكر البنجر، إلى قصب السكر للعديد من المنتجات بسبب قلق المستهلكين بشأن الكائنات المعدلة وراثيًا.

## الخلافات

### التقاضي بشأن التنظيم التجاري
في 23 كانون الثاني (يناير) 2008، رفع مركز سلامة الأغذية، ونادي سييرا، وتحالف البذور العضوية وبذور القص عالية دعوى قضائية ضد وزارة الزراعة الأمريكية فيما يتعلق بقرارهم تحرير بنجر السكر المقاوم للغليفوسات في عام 2005. أعربت المنظمات عن مخاوفها بشأن قدرة بنجر السكر المقاوم للجليفوسات على التلقيح المتبادل المحتمل مع بنجر السكر التقليدي. 
في 21 سبتمبر 2009، حكم قاضي المقاطعة الأمريكية جيفري س.وايت، المحكمة الجزئية الأمريكية للمنطقة الشمالية من كاليفورنيا، بأن وزارة الزراعة الأمريكية (USDA-APHIS) قد انتهكت القانون الفيدرالي في تحرير بنجر السكر المقاوم للجليفوسات دون إجراء تقييم مناسب للآثار البيئية والاجتماعية والاقتصادية للسماح الإنتاج التجاري.  قدرت وزارة الزراعة الأمريكية أن نقص السكر سيكلف المستهلكين 2.972 مليار دولار في عام 2011. 
في 13 أغسطس 2010، ألغى القاضي وايت إلغاء قيود بنجر السكر المقاوم للغليفوسات وأعلن أنه من غير القانوني للمزارعين زراعة بنجر السكر المقاوم للجليفوسات في ربيع عام 2011. ونتيجة لهذا الحكم، سُمح للمزارعين بحصاد ومعالجة محصولهم في نهاية موسم النمو 2010، ومع ذلك فُرض حظر على المزارع الجديدة. بعد صدور الحكم، لا يمكن زراعة بنجر السكر المقاوم للغليفوسات حتى تقدم وزارة الزراعة الأمريكية - هيئة الصحة بالحيوان والصحة (USDA-APHIS) بيان الأثر البيئي (EIS)، والغرض منه هو تحديد ما إذا كانت القضايا البيئية لها آثار سلبية على الإنسان والبيئة، وقد يستغرق الأمر اثنين إلى ثلاث سنوات لإكمال الدراسة. بعد اكتمال بيان الأثر البيئي، قدّمت وزارة الزراعة الأمريكية - هيئة الصحة بالحيوان والصحة التماسًا لتحرير بنجر السكر المقاوم للغليفوسات. 
بعد حكم القاضي وايت، أعدت وزارة الزراعة الأمريكية - هيئة الصحة بالحقن والدراسات الأمريكية (USDA-APHIS) تقييمًا بيئيًا يسعى إلى تحرير جزئي من بنجر السكر المقاوم للجليفوسات. تم تقديم التقييم بناءً على طلب تم استلامه من مونسانتو وكي دبليو إس، وهي شركة بذور ألمانية. تعتقد كلتا الشركتين، بالإضافة إلى العاملين في صناعة بنجر السكر والمزارعين، أن نقص السكر سيحدث إذا تعذر زراعة بنجر السكر المقاوم للغليفوسات. كاستجابة لهذا القلق، طورت وزارة الزراعة الأمريكية - هيئة الصحة والحيوان والزراعة (USDA-APHIS) ثلاثة خيارات في التقييم البيئي لمعالجة مخاوف دعاة حماية البيئة، فضلاً عن تلك التي أثارتها الصناعة. كان الخيار الأول هو عدم زراعة بنجر السكر المقاوم للغليفوسات حتى اكتمال بيان الأثر البيئي. كان الخيار الثاني هو السماح للمزارعين بزراعة بنجر سكر مقاوم للغليفوسات إذا حصلوا على تصريح وزارة الزراعة الأمريكية (USDA-APHIS) واتبعوا تفويضات محددة. بموجب الخيار الثالث والأخير، سيتم تحرير بنجر السكر المقاوم للجليفوسات جزئيًا، ولكن سيتم مراقبته بواسطة مونسانتو وكي دبليو إس. فضلت وزارة الزراعة الأمريكية الخيار الثاني. وضعوا التقييم البيئي في السجل الفيدرالي في 4 نوفمبر 2010، وتلقوا تعليقًا عامًا لمدة 30 يومًا. في نوفمبر 2010، رداً على دعوى من الأطراف الأصلية، أمر القاضي وايت بتدمير زراعة بنجر السكر المعدل وراثيًا التي طورتها شركة مونسانتو بعد أن حكمت سابقًا بأن وزارة الزراعة الأمريكية وافقت بشكل غير قانوني على محصول التكنولوجيا الحيوية.  في فبراير 2011، ألغت محكمة الاستئناف الفيدرالية للمنطقة الشمالية من كاليفورنيا في سان فرانسيسكو الحكم، وخلصت إلى أن «المدعين فشلوا في إظهار احتمال حدوث إصابة لا يمكن إصلاحها. علم الأحياء والجغرافيا والخبرة الميدانية وقيود التصاريح تجعل الإصابة التي لا يمكن إصلاحها غير محتملة».
في 4 فبراير 2011، أعلنت وزارة الزراعة الأمريكية أن بنجر السكر المقاوم للغليفوسات قد تم تحريره جزئيًا وسيسمح للمزارعين بزراعة البذور من ربيع 2011 حتى اكتمال بيان الأثر البيئي. وضعت وزارة الزراعة الأمريكية المتطلبات التي يجب على المزارعين اتباعها في حالة التعامل مع بنجر السكر المقاوم للغليفوسات وسيقومون بمراقبة المزارعين طوال فترة التحرير الجزئي. يتم تصنيف المتطلبات إلى فئات تشمل زراعة بنجر السكر المقاوم للغليفوسات لإنتاج البذور، وزراعة لإنتاج السكر، ونقل بنجر السكر عبر خطوط الولاية. قد يؤدي عدم اتباع المتطلبات التي حددتها وزارة الزراعة الأمريكية-هيئة الصحة بالحيوان إلى توجيه تهم مدنية أو جنائية وتدمير المحصول. في يوليو 2012، بعد الانتهاء من تقييم الأثر البيئي وتقييم مخاطر الآفات النباتية، قامت وزارة الزراعة الأمريكية بتحرير تقرير موجز مونسانتو للسكر الجاهز.

### إمكانية التلقيح المتبادل
في عام 2011، أثار بعض مزارعي بذور السلق في ولاية أوريغون مخاوف بشأن إمكانية التلقيح المتبادل مع بنجر السكر المعدل وراثيًا عبر حبوب اللقاح المنبعثة من الرياح.

### الأعشاب المقاومة للغليفوسات
كما هو الحال مع المحاصيل الأخرى المقاومة للغليفوسات، قد تساهم زراعة بنجر السكر المعدلة وراثيًا في زيادة عدد الأعشاب المقاومة للغليفوسات. تُزرع الذرة المعدلة وراثيًا وفول الصويا المعدّل وراثيًا والقطن المعدل وراثيًا في أضعاف المساحات المخصصة لبنجر السكر وهذه المحاصيل هي الأكثر تضررًا.